# Leupoldsgrün
Leupoldsgrün là một đô thị ở huyện Hof bang Bavaria thuộc nước Đức.

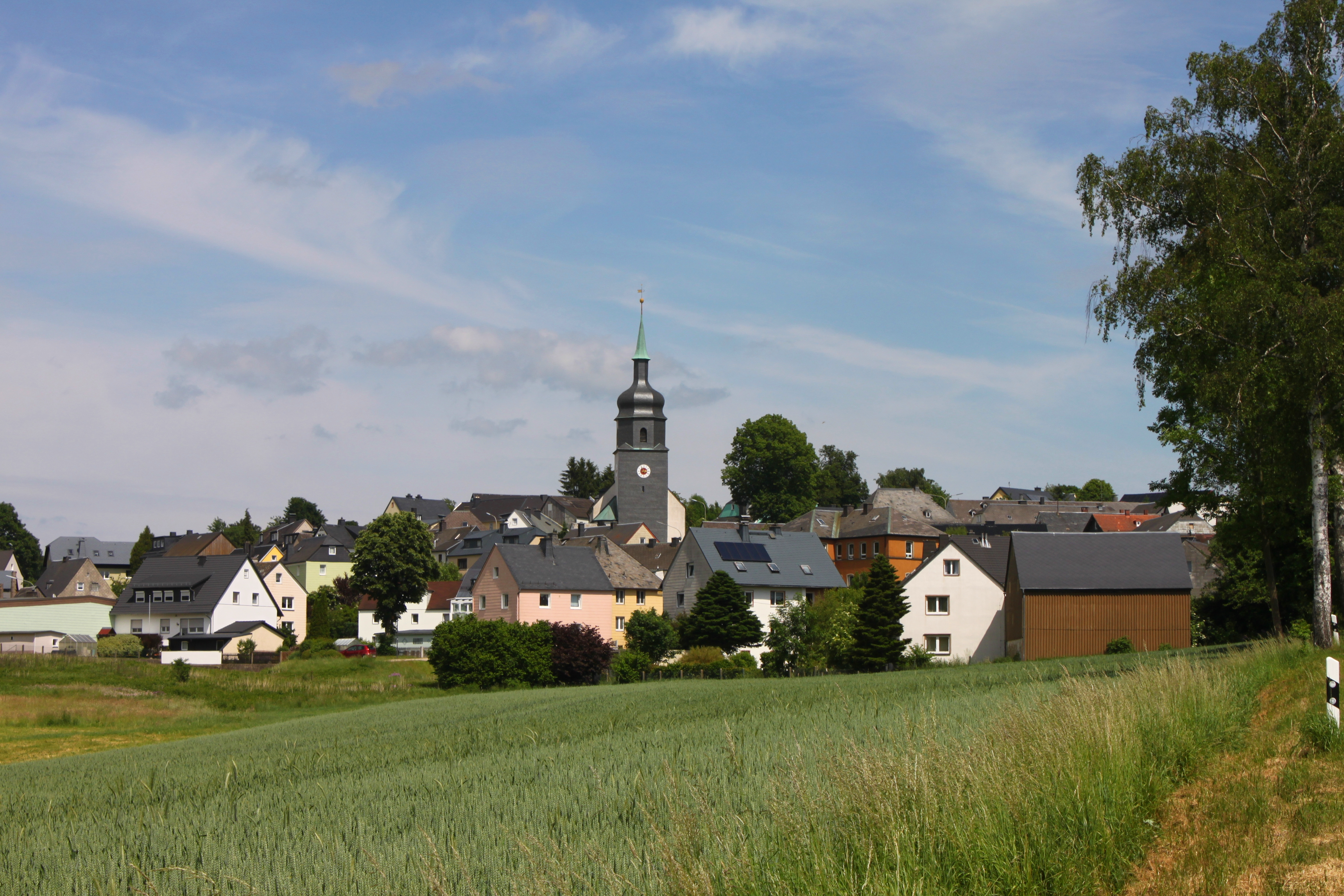
Leupoldsgrün from West